# Joris van Gool
Joris van Gool (ur. 4 kwietnia 1998 w Tilburgu) – holenderski lekkoatleta, sprinter specjalizujący się w biegach sprinterskich.

## Życiorys
Brązowy medalista halowych mistrzostw Europy 2019 w Glasgow w biegu na 60 metrów oraz młodzieżowych mistrzostw Europy 2019 w Gävle w biegu na 100 metrów. Uczestnik igrzysk olimpijskich 2020 w Tokio w sztafecie 4 × 100 metrów. Brał udział w mistrzostwach świata (2019, 2022), mistrzostwach Europy (2018, 2022), halowych mistrzostwach świata (2022) oraz halowych mistrzostwach Europy (2019, 2021, 2023). Podczas mistrzostw Europy w Monachium zajął 4. miejsce z sztafetą 4 × 100 metrów. Medalista olimpijskiego festiwalu młodzieży Europy. Uczestnik mistrzostw świata oraz Europy juniorów. Reprezentował Holandię w drużynowych mistrzostwach Europy.

## Rezultaty
| Rok  | Impreza                              | Miejsce     | Konkurencja        | Pozycja    | Wynik |
| ---- | ------------------------------------ | ----------- | ------------------ | ---------- | ----- |
| 2013 | Olimpijski festiwal młodzieży Europy | Utrecht     | bieg na 100 m      | 4. miejsce | 10,85 |
| 2013 | Olimpijski festiwal młodzieży Europy | Utrecht     | sztafeta 4 × 100 m | 3. miejsce | 42,67 |
| 2016 | Mistrzostwa świata juniorów          | Bydgoszcz   | bieg na 100 m      | eliminacje | 10,69 |
| 2017 | Mistrzostwa Europy juniorów          | Grosseto    | bieg na 100 m      | półfinał   | 11,03 |
| 2018 | Mistrzostwa Europy                   | Berlin      | bieg na 100 m      | eliminacje | 10,52 |
| 2019 | Halowe mistrzostwa Europy            | Glasgow     | bieg na 60 m       | 3. miejsce | 6,62  |
| 2019 | Młodzieżowe mistrzostwa Europy       | Gävle       | bieg na 100 m      | 3. miejsce | 10,27 |
| 2019 | Młodzieżowe mistrzostwa Europy       | Gävle       | sztafeta 4 × 100 m | –          | DNF   |
| 2019 | I liga drużynowych mistrzostw Europy | Sandnes     | sztafeta 4 × 100 m | –          | DQ    |
| 2019 | Mistrzostwa świata                   | Doha        | sztafeta 4 × 100 m | –          | DQ    |
| 2021 | Halowe mistrzostwa Europy            | Toruń       | bieg na 60 m       | el. –      | DQ    |
| 2021 | World Athletics Relays               | Chorzów     | sztafeta 4 × 100 m | –          | DNF   |
| 2021 | I liga drużynowych mistrzostw Europy | Kluż-Napoka | bieg na 100 m      | 3. miejsce | 10,42 |
| 2021 | I liga drużynowych mistrzostw Europy | Kluż-Napoka | sztafeta 4 × 100 m | 1. miejsce | 38,81 |
| 2021 | Igrzyska olimpijskie                 | Tokio       | sztafeta 4 × 100 m | el. –      | DNF   |
| 2022 | Halowe mistrzostwa świata            | Belgrad     | bieg na 60 m       | el. –      | DNS   |
| 2022 | Mistrzostwa świata                   | Eugene      | sztafeta 4 × 100 m | eliminacje | 39,07 |
| 2022 | Mistrzostwa Europy                   | Monachium   | bieg na 100 m      | eliminacje | 10,45 |
| 2022 | Mistrzostwa Europy                   | Monachium   | sztafeta 4 × 100 m | 4. miejsce | 38,25 |
| 2023 | Halowe mistrzostwa Europy            | Stambuł     | bieg na 60 m       | eliminacje | 6,72  |

## Rekordy życiowe
- bieg na 60 metrów (hala) – 6,58 (2021) rekord Holandii
- bieg na 100 metrów – 10,16 (2019)